# Ramon Torrella i Cascante
Ramon Torrella i Cascante (Olesa de Montserrat,  Barcelona, 30 de abril de 1923 - Tarragona, 22 de abril de 2004) fue un clérigo español, obispo de la Iglesia católica y arzobispo de Tarragona de 1983 a 1997.

## Biografía
Estudió ingeniería textil, y poco después ingresó en el Seminario Conciliar de Barcelona. 
Fue ordenado sacerdote el 25 de julio de 1953. 
Hasta 1958 estudió sociología y teología en Roma, donde obtuvo el doctorado con una tesis titulada Lo humano y lo divino en la Iglesia. Algunos aspectos del reformismo católico contemporáneo.
De 1966 a 1968 fue consiliario de la Juventud Obrera Católica, primero en Barcelona y luego de ámbito europeo, y rector del seminario de Barcelona. 
En 1967 fue nombrado decano de la recién creada Facultad de Teología de Cataluña. 
En 1968 Torrella fue preconizado obispo titular de Minervium y auxiliar de Barcelona, siendo arzobispo Marcelo González Martín. 
En 1970 fue trasladado a Roma: el papa Pablo VI lo nombró vicepresidente del Consejo de Laicos, del cual dimitió en  1974. 
Fue también vicepresidente de la Comisión Pontificia Justicia y Paz y del Consejo Pontificio Cor Unum.
En 1975 fue nombrado vicepresidente del Secretariado para la Unión de los Cristianos, donde desarrolló una gran labor ecuménica en su calidad de copresidente del Grupo Mixto de Trabajo entre la Iglesia Católica y el Consejo Ecuménico de las Iglesias, así como del Comité de Coordinación de la Comisión para el Diálogo con la Iglesia Ortodoxa. 
En 1983 fue nombrado arzobispo de Tarragona. Como metropolitano impulsó la celebración del Concilio Provincial Tarraconense de 1995.
Renunció a la sede en 1997 por motivos de salud.